# Ahmad al-Tayyib

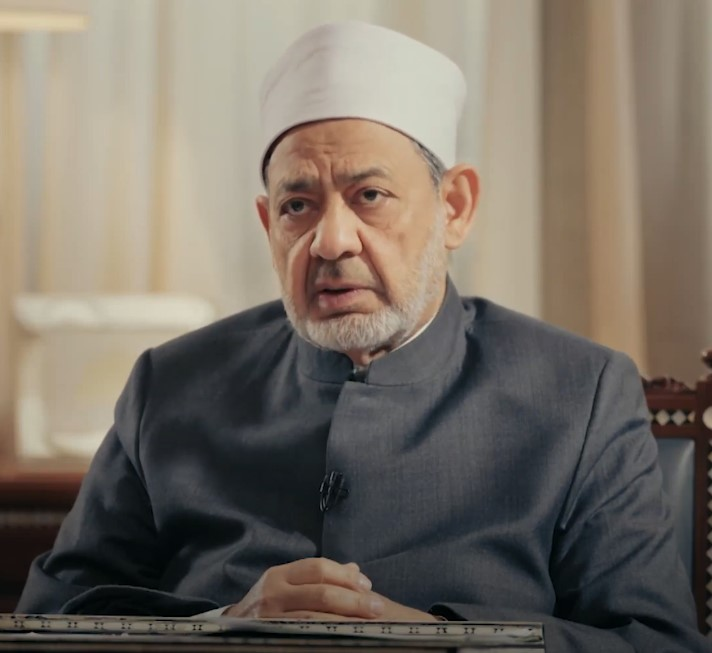
Ahmad al-Tayyib, 2025

Ahmad al-Tayyib oder Ahmed Mohamed el-Tayeb (auch el Tajjeb und Ahmad Mohammad al-Tayyeb, arabisch أحمد محمد الطيب, DMG Aḥmad Muḥammad aṭ-Ṭaiyib; geboren 6. Januar 1946 in Luxor, Ägypten) ist ein ägyptischer Islamgelehrter. Er wurde am 19. März 2010 als Nachfolger des verstorbenen  Muhammad Sayyid Tantawi zum Scheich der Azhar ernannt. Als solcher ist er gleichzeitig Imam der al-Azhar-Moschee und gilt als eine wichtige religiöse Autorität des sunnitischen Islams. In der Regierung der Arabischen Republik Ägypten hat der Großscheich kraft seines Amtes automatisch den protokollarischen Rang eines Ministerpräsidenten und kann nur vom Präsidenten der Republik abberufen werden, als Rektor der al-Azhar Universität hatte al-Tayyib zuvor schon den Rang eines Ministers inne. Der Großscheich von al-Azhar wird stets auf Lebenszeit berufen.

## Leben
Ahmad Al-Tayyib studierte bis 1971 an der al-Azhar-Universität islamische Philosophie und Theologie und wurde 1977 an der Pariser Sorbonne in islamischer Philosophie promoviert. Im Anschluss daran war er zunächst Dozent und seit 6. Januar 1988 bis heute Professor für Philosophie und Theologie an der al-Azhar-Universität. Als Gastprofessor lehrte er 1977/78 an der Sorbonne und 1989 an der Universität Fribourg. Vom 27. Oktober 1990 bis 31. August 1991 war al-Tayyib Dekan der Fakultät für Islamische Studien in Qina, vom 15. November 1995 bis 3. Oktober 1999 Dekan der Fakultät für Islamische Studien in Assuan und von 1999 bis 2000 Dekan der Theologischen Fakultät an der Internationalen Islamischen Universität Islamabad in Pakistan.
Al-Tayyib galt als „treuer Anhänger“ des langjährigen ägyptischen Präsidenten Hosni Mubarak und war bis 2010 Mitglied des Politbüros der Regierungspartei NDP. Mubarak ernannte ihn am 10. März 2002 zum Großmufti der Arabischen Republik Ägypten. In dieser Position blieb er bis zum 27. September 2003 und war für die Leitung des Rechtsgutachtergremiums im Justizministerium zuständig. Im Anschluss daran wurde er Rektor der al-Azhar-Universität und blieb dies bis zum 10. April 2010, als er von Mubarak zum Scheich al-Azhar ernannt wurde.
Während der Revolution in Ägypten 2011 unterstützte er zunächst den amtierenden Präsidenten Hosni Mubarak. Den Muslimbrüdern des neuen Präsidenten Mohammed Mursi verweigerte er eine Unterstützung, weil er einen politischen Islam ablehnt. In der Staatskrise in Ägypten 2013/2014 unterstützte al-Tayyib von Beginn an den Militärratschef Abd al-Fattah as-Sisi. Al-Tayyib gilt als „Sprachrohr des Regimes“, der der Politik al Sisis „ein islamisches Mäntelchen um[hängt]“ und im Gegenzug dafür mit einer politischen Aufwertung der Azhar durch einen verstärkten Zugriff auf die Moscheen im Land belohnt wurde.
Al-Tayyib zeichnete sich durch einige wichtige wissenschaftliche Arbeiten im Islam aus, u. a. durch einen Kommentar über das Kapital der Theologie in „Verfeinern der Worte“ von al-Taftazani im Jahr 1997. Er war auch Gastprofessor an der Sorbonne, Paris, und der Universität Fribourg, Schweiz (1989) und hat einige wissenschaftliche Werke aus dem Französischen in das Arabische übertragen, u. a. die Einführung vom Al-Mu'jam AI-Mufahras li Alfaz AlL-Hadith Al-Nabawi („Katalogisiertes Lexikon der Begriffe vom Hadith des Propheten“), veröffentlicht in der Zeitschrift des Forschungszentrums der Sīra und Sunna, Universität Katar in Doha 1998, Le Sceau des Saints dans La Doctrine d’Ibn Arabi („Die Siegel der Heiligen“), das auf Arabisch den Titel Al-Wilaya wa Al-Nubua Inda Al Sheikh Mohy El-Din Ibn Arabi erhielt. Besonders bekannt ist auch die Geschichte und Klassifizierung der Werke von Ibn Arabi (2. Band) von Othmau Yahia aus dem Französischen in das Arabische unter dem Titel Malafat Ibn Arabi: Tarikuha wa Tasnifuha („Die Werke von Ibn Arabi: Geschichte und Klassifizierung“).
Ahmad al-Tayyib ist Mitglied in der ägyptischen Gesellschaft für Philosophie, im Obersten Rat für Islamische Angelegenheiten, in der Islamischen Forscherversammlung, im Vertrauensrat der ägyptischen Radio- und Fernsehunion sowie Präsident des religiösen Ausschusses der ägyptischen Radio- und Fernsehunion.

## Stellung zum Terrorismus
Al-Tayyib hatte am 4. April 2002 Selbstmordattentate gegen Israel ausdrücklich gerechtfertigt und die Führer der arabischen Welt dazu aufgefordert, die Palästinenser in ihrem Kampf zu unterstützen. (“The solution to the Israeli terror lies in a proliferation of Fidai (suicide) attacks that strike horror into the hearts of the enemies of Allah. The Islamic countries, peoples and rulers alike, must support these martyrdom attacks.” (, deutsch: „Die Lösung für den israelischen Terror liegt in einer Ausweitung von Fidai-(Selbstmord-)attacken, die Horror in die Herzen der Feinde Allahs schlagen. Die islamischen Länder, Völker, Führer usw. müssen diese Märtyrerattacken unterstützen.“))
Bei einer Veranstaltung der Muslimbruderschaft 2011 wandte er sich gegen die „Judaisierung“ Jerusalems (die jüdische Besiedlung arabischer Stadtviertel) und äußerte, die al-Aqsa-Moschee werde von den Juden angegriffen.
2013 griff er im ägyptischen Staatsfernsehen erneut Juden an: (“Since the inception of Islam 1,400 years ago, we have been suffering from Jewish and Zionist interference in Muslim affairs. […] they are allowed to practice usury with non-Jews […] They practice a terrible hierarchy, and they are not ashamed to admit it, because it is written in the Torah – with regard to killing, enslavement, and so on.” (, deutsch: „Seit der Offenbarung des Islam vor 1400 Jahren haben wir unter jüdischen und zionistischen Einmischungen in die Angelegenheiten der Muslime gelitten. […] Es ist ihnen erlaubt, Wucherei gegenüber Nicht-Juden zu betreiben. […] Sie [die Juden] haben eine furchtbare Hierarchie [gegenüber Nicht-Juden] in Bezug auf Mord, Sklaverei usw. und sie schämen sich nicht dafür, weil es in der Torah festgeschrieben ist.“))
Al-Tayyib lehnt die Terrororganisation „Islamischer Staat“ ab. In seinen Augen sei dieser das Produkt einer zionistischen Verschwörung, die dazu diene, neue imperialistische Militärinvasionen der USA im Nahen Osten zu rechtfertigen.
Auf dem Kirchentag 2017 äußerte er generelle Ablehnung gegen Terrorismus.

## Wirken
Er war einer der 138 Unterzeichner des offenen Briefes „Ein gemeinsames Wort zwischen Uns und Euch“ (englisch "A Common Word Between Us & You"), den Persönlichkeiten des Islam am 13. Oktober 2007 an „Führer christlicher Kirchen überall“ (englisch Leaders of Christian Churches, everywhere …) sandten.
Im Juni 2015 wurde berichtet, dass Ahmad al-Tayyib erstmals offiziell Europa besuchen werde, um an einer internationalen Tagung katholischer und sunnitischer Vertreter aus Religion und Politik zum Thema „Orient und Okzident. Dialoge der Kultur“ teilzunehmen. Bei dieser von der Gemeinschaft Sant’Egidio organisierten Zusammenkunft gehe es darum, „einen anderen Islam vorzustellen als jenen, den gegenwärtig die Terrorgruppe “Islamischer Staat” repräsentiere“ ().
Al-Tayyib hielt am 15. März 2016 im Großen Protokollsaal des Reichstagsgebäudes in Berlin eine Rede vor Bundestagsabgeordneten. Er rief die europäischen Gesellschaften zu einer gemeinsamen Anstrengung für den Frieden auf. An die Muslime gewandt sagte er: „Wer die Lehre des Propheten nicht im Rahmen der Barmherzigkeit und des Weltfriedens versteht, der verinnerlicht nicht nur falsches Wissen über den Islam, sondern verunglimpft darüber hinaus wissentlich dessen Lehren.“ An die Muslime in Deutschland richtete er die Bitte, „dass sie den hohen ethischen Werten ihres Gastlandes Rechnung tragen und sie bewahren. Sie sollen in ihrem Handeln die wahren toleranten Werte des Islam, die eigentlich nicht viel anders sind als die, die hier gelten, vertreten.“ Nach seiner Rede antwortete al-Tayyib auf Fragen der Abgeordneten nach der Notwendigkeit einer Modernisierung des Islam, diese sei nicht nötig, denn er sei wandelbar genug, sonst würde er nicht seit über 1000 Jahren bestehen. Nach der Unterdrückung der Frau in islamischen Gesellschaften befragt, sagte er, der Islam stehe für gleiche Rechte für Frauen und Männer. Nach islamischem Verständnis diene die Frau dem Mann nicht aus Pflicht, sondern aus Liebe. Dafür sei der Mann verpflichtet, für den Lebensunterhalt der Frau zu sorgen. Am 17. März 2016 nahm der Großimam auf Einladung der Universität Münster an einer wissenschaftlichen „Konferenz der Weltreligionen“ mit dem Titel „Friede sei mit Euch“ in der Aula des münsterschen Schlosses teil.
Al-Tayyibs Aussage zu der Rolle der Religion im Staat und der Aufklärung im Christentum bei einem Treffen mit Volker Kauder, MdB und Vorsitzender der CDU/CSU-Bundestagsfraktion: „Hören Sie bitte auf, mit mir darüber zu reden, dass der Islam durch die Aufklärung muss. Wir wollen nicht durch die Aufklärung, denn bei der Aufklärung ist das Ergebnis gewesen, dass der Staat über der Religion steht und bei uns muss die Religion über dem Staat stehen …“
Tayeb nahm 2016 an der Internationalen Sunnitenkonferenz in Grosny teil.
Am 4. Februar 2019 unterzeichnete Ahmed al-Tayyib gemeinsam mit Papst Franziskus das Dokument über die Brüderlichkeit aller Menschen für ein friedliches Zusammenleben in der Welt. Die in diesem Text verankerten Grundsätze des Mitgefühls und der menschlichen Solidarität inspirierten später auch die Erklärung des 4. Februar zum Internationalen Tag der menschlichen Geschwisterlichkeit, wie der Generalsekretär der Vereinten Nationen, António Guterres, bei verschiedenen Gelegenheiten betonte.
Die 2020 erschienene Enzyklika Fratelli tutti referenziert Al-Tayyib mehrfach. Papst Franziskus betont dabei die gemeinsam vertretene Position nach dem Dialog zwischen den Religionen und Regionen der Welt.